# Peter Wallén
Peter Wallén, född 26 februari 1965 i Gustavsberg (Värmdö kommun), Stockholms län, är en svensk före detta professionell ishockeyspelare.
Peter spelade i Väsby IK under lagets hittills enda säsong i Elitserien, 1987/1988. Han har också vunnit SM-guld med Djurgårdens IF 1989.